# Colobogaster celsa
Colobogaster celsa es una especie de escarabajo del género Colobogaster, familia Buprestidae. Fue descrita científicamente por Erichson en 1848.